# Laurel Clark
Laurel Blair Salton Clark (10. marts 1961 – 1. februar 2003) var en amerikansk læge og astronaut. Hendes første og sidste rumfærd var som missionsspecialist på den tragiske mission STS-107 (også kaldet Columbia-ulykken), som endte med at rumfærgen Columbia desintegrerede ved genindtrædelsen i jordens atmosfære, hvorved hele besætningen om bord omkom.